# Eliane (cantora)
Eliane de Lima (Aquiraz, 19 de janeiro de 1968), mais conhecida como Eliane, é uma cantora brasileira de forró eletrônico, reconhecida por sua contribuição ao ser uma das precursoras do subgênero. Ela é creditada por revolucionar o forró ao incorporar influências da música pop e abordar temas como sensualidade e empoderamento feminino. Seu impacto a consagrou como a "Rainha do Forró".

## Biografia
Nascida no Ceará, Eliane iniciou sua trajetória musical aos 15 anos de idade. A artista desejava ser bailarina, mas foi influenciada pelo pai, José de Lima, a cantar. Desde cedo, ela demonstrou talento e paixão pela música, o que a levou a explorar e inovar dentro do gênero forró, mesclando elementos tradicionais com sonoridades eletrônicas emergentes na época.

## Carreira
Aos 15 anos, gravou de forma independente seu primeiro álbum, Brilho das Estrelas, que vendeu 30 mil cópias. No ano de 1990, a canção "Jeito Manhoso", do álbum homônimo, fez parte da trilha sonora da telenovela Mico Preto, da TV Globo. Na mesma década, Eliane alcançou o auge de sua popularidade, especialmente com o sucesso da música "Amor ou Paixão", que a projetou nacionalmente. Além desse sucesso, canções como "Brilho da Lua" e "Chamego Bom" também marcaram sua carreira. Ao longo dos anos, Eliane passou por diversas gravadoras e participou de inúmeros programas de televisão, solidificando sua presença na mídia brasileira. Após uma pausa entre 1997 e 2000, ela retomou sua carreira de forma independente, adaptando-se às mudanças do mercado musical e às novas plataformas digitais. Em 2023, para celebrar seus 40 anos de carreira, Eliane gravou um DVD comemorativo em João Pessoa, Paraíba, contando com a participação de artistas renomados como Solange Almeida, Taty Girl, Dorgival Dantas, Mari Fernandez, Joelma e Naiara Azevedo.

## Legado
Eliane desempenhou um papel fundamental na transformação do forró ao longo de sua carreira. Ela foi uma das pioneiras na introdução do forró eletrônico, mesclando elementos tradicionais com sonoridades modernas, como metais e backing vocals, que não eram comuns no gênero até então, mas que se tornaram essenciais. Além disso, Eliane inovou ao incorporar produções cênicas em seus shows, incluindo cenários elaborados e performances de balé, elevando o padrão das apresentações.

## Discografia
- Brilho das Estrelas (1983)
- Tô de Olho Em Você (1984)
- Cantando pra Vida (1985)
- Quero Ter Você Comigo (1986)
- Eliane (1987)
- Coração Fala Mais Alto (1988)
- Jeito Manhoso (1990)
- Valeu (1991)
- Brilho da Lua (1992)
- Mistura Arretada (1993)
- Estrela Guia (1994)
- Cheiro de Povo (1996)
- Eliane do Forró (1997)
- Reencontro (2001)
- Eliane (2007)